# Kalós Limen
Kalós Limen (en griego antiguo: Κᾰλὸς Λῐμήν, lit. 'puerto bonito'; en ucraniano: Мельгунівський курган; en ruso: Калос Лимен) es una antigua ciudad griega en la ciudad de Chornomorske, al noroeste de la actual Crimea, que existió desde el siglo IV a. C. hasta el siglo I d. C.

## Historia
La ciudad portuaria de Kalos Limen fue fundada por los griegos jónicos en el siglo IV a. C. Se extiende sobre 4 hectáreas y está rodeada de murallas con cuatro torres en las esquinas. La tierra circundante se dividió en subdivisiones agrícolas, pues la agricultura fue la comuna vertebral del asentamiento. El territorio agrícola de la ciudad, su propia jora (en griego antiguo: χώρα), estaba ubicado a orillas de la bahía de Ak-Metchet en un radio de unos dos kilómetros.
La posición estratégica favorable de la ciudad, las tierras fértiles cercanas y un puerto conveniente atrajeron a vecinos más fuertes. Así, a finales del siglo IV a. C., la ciudad fue tomada por Quersoneso. En el siglo III a. C., aparecen nuevos pretendientes, los escitas y los sármatas. Sus incursiones obligaron a los griegos a reforzar las fortificaciones ya existentes y a construir una nueva línea de defensa: una ciudadela de múltiples torres cerca de la propia bahía. Hay información sobre un faro de 16 metros, en cuyos sótanos se almacenaban alimentos en caso de asedio. Y en los pisos superiores había un puesto de mando y se instalaron lanzadores de piedras para controlar la entrada a la bahía. Estas medidas retrasaron la caída de Kalós Limen, pero ya en el siglo II a. C. la ciudad pasó a manos de los escitas. Pronto, junto con Kerkinitide, se convirtió en el puerto marítimo más importante de los escitas.
A finales del siglo II a. C., el noroeste de la actual Crimea se encontró una vez más en el centro de las hostilidades cuando llegó una fuerza expedicionaria bajo el liderazgo del general griego Diofanto. Los griegos salieron victoriosos frente a los escitas y sus aliados sármatas y recuperaron Kerkinitide y Kalós Limen, como lo demuestran los decretos honorarios: uno en honor a Diofanto y el segundo en honor al destacamento quersonesita que capturó a Kalós Limen. Sin embargo, a mediados del siglo I a. C., Kalós Limen volvió a caer en manos de los escitas.
La ciudad desapareció en el siglo I d. C., cuando los sármatas de las estepas invadieron y redujeron a cenizas este otrora próspero puerto. La última vez que se menciona el nombre ya distorsionado de la ciudad desaparecida, Kalós-Limena, es en los mapas italianos de entre los siglos XIII y XVI.
Las primeras excavaciones en este lugar fueron realizadas por el director del museo de Quersoneso, L. A. Moiseyev, en 1929.
En el territorio de la antigua ciudad se han fundado el Parque Nacional Kalós Limen y el Museo-Reserva Histórico y Arqueológico de Kalós Limen. Este parque con su museo fue fundado en 1997 para el estudio y divulgación de este sitio arqueológico único. El Museo Histórico Regional Kalós Limen fue fundado en 1987. En el lugar continúan las excavaciones arqueológicas; las puertas centrales de la ciudad y la calle principal, pavimentadas con losas, en las que se conservan huellas de carros, fueron completamente excavadas.Se pueden visitar los restos de la antigua fortaleza y casas. 

## Galería

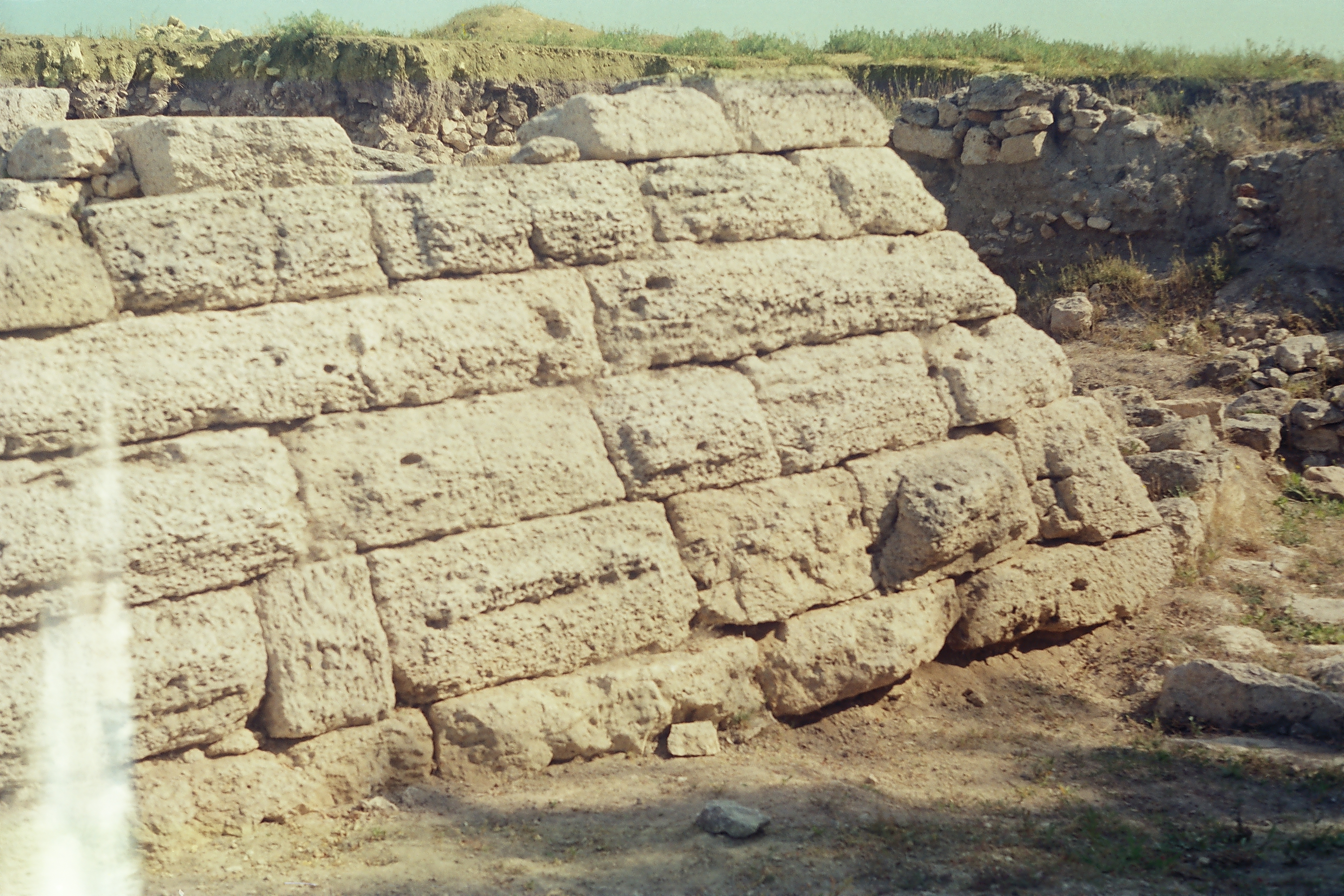
Restos de la muralla
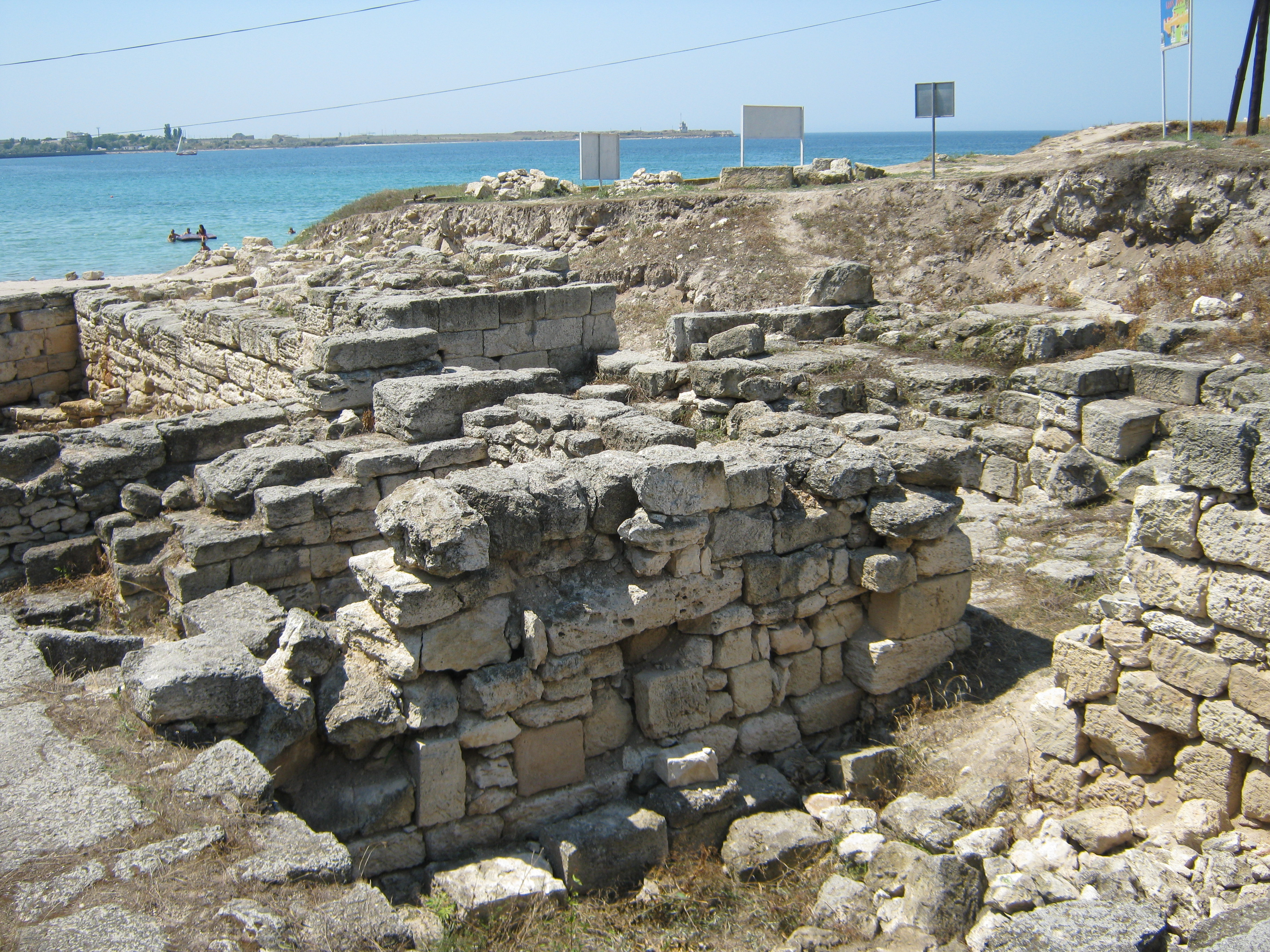
Restos de la ciudad
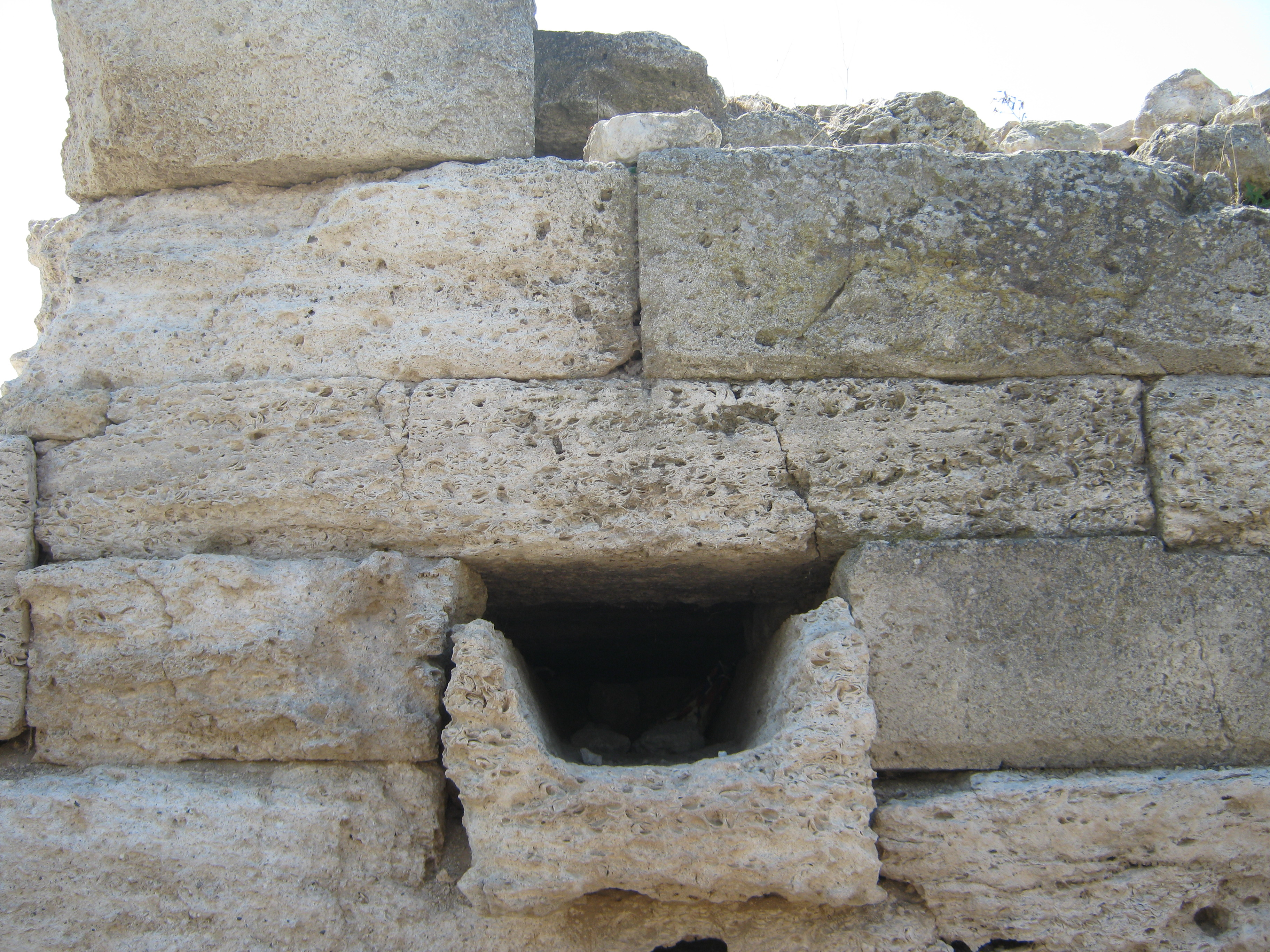
Canalón